# Międzynarodowa Federacja Narciarska i Snowboardowa
Międzynarodowa Federacja Narciarska i Snowboardowa (oficjalny skrót: FIS od fr. Fédération internationale de ski et de snowboard) – międzynarodowa organizacja założona 2 lutego 1924 w Chamonix, mająca za zadanie dbanie o rozwój narciarstwa i snowboardu na świecie, organizowanie zawodów, formalizowanie przepisów oraz precyzowanie zasad. W latach 1924–2022 jej oficjalna nazwa brzmiała Międzynarodowa Federacja Narciarska (franc. Fédération internationale de ski).

## Historia FIS

### Międzynarodowa Komisja Narciarska
Początki FIS sięgają 18 lutego 1910, gdy podczas 1. Międzynarodowego Kongresu Narciarskiego w Oslo z udziałem: Anglii, Austrii, Czech, Francji, Hiszpanii, Niemiec, Szkocji i Szwecji powołano Międzynarodową Komisję Narciarską. Początkowo komisja miała się składać z dwóch członków – reprezentanta Skandynawii oraz Europy Środkowej. Ostatecznie w komisji zasiadło dwóch Skandynawów. W marcu 1911 r. kolejny kongres odbył się w Sztokholmie. Wtedy komisję powiększono do pięciu członków, a jako siedzibę wybrano Oslo. Na tym kongresie ustalono również regulamin międzynarodowych zawodów narciarskich. W 1913 r. liczbę członków komisji powiększono do siedmiu. 10 lutego 1922 podczas kongresu w Sztokholmie zdecydowano, że dyscypliny narciarskie będą rozgrywane na igrzyskach olimpijskich, jednak wyłącznie nieoficjalnie. Wtedy również zadecydowano o powstaniu Międzynarodowej Federacji Narciarskiej. Stosowną uchwałę o jej powołaniu podjęto 6 lutego 1923 na kolejnym kongresie (w Pradze).

### Początki FIS
FIS został ostatecznie utworzony 2 lutego 1924 podczas 8. Międzynarodowego Kongresu Narciarskiego w Chamonix, z udziałem: Anglii, Austrii, Czechosłowacji, Finlandii, Francji, Jugosławii, Norwegii, Polski, Rumunii, USA, Szwajcarii, Szwecji, Węgier i Włoch. Został on zorganizowany podczas trwania Tygodnia Sportów Zimowych, który w 1926 r. uznano za I. Zimowe Igrzyska Olimpijskie.

### FIS obecnie
Federacja ma swoją siedzibę w szwajcarskim Oberhofen am Thunersee. Co 2 lata odbywają się kongresy FIS, na których podejmowane są decyzje związane z rozwojem narciarstwa. 26 maja 2022, podczas Kongresu FIS w Mediolanie organizacja zmieniała oficjalną nazwę z Międzynarodowa Federacja Narciarska na Międzynarodowa Federacja Narciarska i Snowboardowa, pozostawiając jednak skrót FIS, jako swój akronim.
Adres siedziby:
Marc Hodler Haus
Blochstrasse 2
CH-3653 Oberhofen am Thunersee

## Władze

### Przewodniczący
| Lata      | Imię i nazwisko      |
| --------- | -------------------- |
| 1924–1934 | Ivar Holmquist       |
| 1934–1951 | Nicolai Ramm Østgård |
| 1951–1998 | Marc Hodler          |
| 1998–2021 | Gian Franco Kasper   |
| 2021–     | / Johan Eliasch      |

### Zarząd
Przewodniczący zarządu:
- / Johan Eliasch

Wiceprzewodniczący zarządu:
- Peter Schroecksnadel
- Aki Murasato
- Dexter Paine
- Roman Kumpost

Sekretarz generalny:
- Michel Vion

## Członkowie FIS
- Albania
- Algieria
- Andora
- Argentyna
- Armenia
- Australia
- Austria
- Azerbejdżan
- Bahamy
- Barbados
- Belgia
- Bermudy
- Białoruś
- Boliwia
- Bośnia i Hercegowina
- Brazylia
- Brytyjskie Wyspy Dziewicze
- Bułgaria
- Chile
- Chińska Republika Ludowa
- Chorwacja
- Cypr
- Czarnogóra
- Czechy
- Dania
- Dominika
- Egipt
- Erytrea
- Estonia
- Eswatini
- Etiopia
- Fidżi
- Finlandia
- Filipiny
- Francja
- Ghana
- Grecja
- Grenada
- Gruzja
- Gujana
- Gwatemala
- Haiti
- Hiszpania
- Holandia
- Honduras
- Hongkong
- Indie
- Iran
- Irlandia
- Islandia
- Izrael
- Jamajka
- Japonia
- Kajmany
- Kamerun
- Kanada
- Kazachstan
- Kenia
- Kirgistan
- Kolumbia
- Korea Południowa
- Korea Północna
- Kosowo
- Kuwejt
- Lesotho
- Liban
- Liechtenstein
- Litwa
- Luksemburg
- Łotwa
- Macedonia Północna
- Madagaskar
- Malezja
- Malta
- Maroko
- Meksyk
- Mołdawia
- Monako
- Mongolia
- Nepal
- Niemcy
- Norwegia
- Nowa Zelandia
- Pakistan
- Palestyna
- Paragwaj
- Peru
- Polska
- Południowa Afryka
- Portoryko
- Portugalia
- Rosja
- Rumunia
- Salwador
- Samoa Amerykańskie
- San Marino
- Senegal
- Serbia
- Słowacja
- Słowenia
- Sri Lanka
- Stany Zjednoczone
- Sudan
- Szwajcaria
- Szwecja
- Tadżykistan
- Tajlandia
- Chińskie Tajpej
- Timor Wschodni
- Togo
- Tonga
- Trynidad i Tobago
- Turcja
- Ukraina
- Urugwaj
- Uzbekistan
- Wenezuela
- Węgry
- Wielka Brytania
- Włochy
- Wyspy Dziewicze Stanów Zjednoczonych
- Zimbabwe

## Dyscypliny rozgrywane pod egidą FIS
- Biegi narciarskie
- Skoki narciarskie
- Kombinacja norweska
- Narciarstwo alpejskie
- Narciarstwo dowolne
- Snowboard
- Narciarstwo szybkie
- Narciarstwo na trawie
- Narciarstwo telemarkowe